# Polly Lohmann
Polly Lohmann (* 1987) ist eine deutsche Klassische Archäologin.
Polly Lohmann studierte zwischen 2006 und 2012 Klassische Archäologie, Alte Geschichte sowie Latinistik an der Universität Heidelberg, im Jahr 2010 unterbrochen und gefördert durch ein DAAD-Erasmus-Stipendium an der Università „La Sapienza“ in Rom. Während des Studiums nahm sie an Ausgrabungen in Alexandria Troas, in Ulpiana, auf Pantelleria und auf dem Palatin in Rom teil. Im Februar 2012 schloss sie ihr Studium in Heidelberg mit dem Magistra Artium im Fach Klassische Archäologie zunächst ab, Thema der Abschlussarbeit war Handlungsräume der Frau im römischen Wohnhaus. Im Monat darauf wurde sie Wissenschaftliche Hilfskraft am Institut für Klassische Archäologie der Universität Heidelberg und verblieb in dieser Position bis März 2013.
Im April 2013 nahm Lohmann ein Promotionsstudium an der Universität München auf, das bis zum März 2016 andauerte. Hier wurde sie Doctoral Fellow an der Graduate School „Distant Worlds“. Mit Hilfe eines DAAD-Forschungsstipendiums hielt sie sich zudem 2014/15 an der Classics Faculty der University of Cambridge auf. Im April und Mai 2016 war Lohmann Volontärin im Lektorat Geschichte und Altertumswissenschaften der Wissenschaftlichen Buchgesellschaft in Darmstadt. Im Juli 2016 erfolgte die Promotion, Titel der Dissertation war Graffiti als Interaktionsform. Geritzte Inschriften in den Wohnhäusern Pompejis. Im August 2016 wurde sie exist-Gründerstipendiatin in dem Fitness-Startup hekori, einer Ausgründung des Interdisziplinären Zentrums für Wissenschaftliches Rechnen der Universität Heidelberg. Im April 2017 organisierte sie an der Universität München die Tagung Historische Graffiti als Quellen. Methoden und Perspektiven eines jungen Forschungsbereichs. Anschließend ging Lohmann in August und September 2017 nochmals für kurze Zeit als Postdoctoral Fellow an die Graduate School „Distant Worlds“ der Universität München.
Für den Zeitraum 2017/18 wurde Lohmann für ihre Dissertation das Reisestipendium des Deutschen Archäologischen Instituts zuerkannt. Sie nahm die Reise durch den Mittelmeerraum im Oktober 2017 auf, beendete ihre Zeit als Stipendiatin jedoch schon vorzeitig im Januar 2018, da sie zum Februar 2018 in Nachfolge von Hermann Pflug Kuratorin des Antikenmuseums der Universität Heidelberg beziehungsweise am Heidelberg Center for Cultural Heritage wurde. Sie ist als Akademische Rätin am Institut für Klassische Archäologie der Universität Heidelberg beschäftigt.
Lohmanns Forschungsschwerpunkt liegt bei der Untersuchung der Graffiti der römischen Antike, insbesondere der Graffiti von Pompeji. Ein weiterer Schwerpunkt liegt bei den Gender Studies und der Mentalitätsgeschichte. Für Focus Online schreibt sie als Expertin für archäologische Themen, zudem bei The European zu aktuellen politischen Themen. Lohmann ist Mitbegründerin des interdisziplinär-altertumswissenschaftlichen Distant Worlds Journals.

## Publikationen (Auswahl)
- Herausgeberin mit Henry Albery und Laurien Zurhake: Continuities and Changes of Meaning (= Distant Worlds Journal Band 1), Propyläum, Heidelberg 2016 (Digitalisat).
- Herausgeberin: Historische Graffiti als Quellen. Methoden und Perspektiven eines jungen Forschungsbereichs. Beiträge der Konferenz am Institut für Klassische Archäologie der Ludwig-Maximilians-Universität München, 20.–22. April 2017. Franz Steiner Verlag, Stuttgart 2018, ISBN 978-3-515-12204-7.[6]
- Graffiti als Interaktionsform. Geritzte Inschriften in den Wohnhäusern Pompejis (= Materiale Textkulturen Band 16). De Gruyter, Berlin 2018, ISBN 978-3-11-057036-6 (Digitalisat).[7]

## Belege
1. ↑  hekori
2. ↑  Digitalisat des Flyers.
3. ↑  Heidelberg Center for Cultural Heritage.
4. ↑  Autorenporträt bei The European
5. ↑  Autorenporträt bei Focus online
6. ↑  Tagungsbericht von Thomas Wozniak bei H-Soz-Kult.
7. ↑  Rezension bei sehepunkte.

| Personendaten    | Personendaten                   |
| ---------------- | ------------------------------- |
| NAME             | Lohmann, Polly                  |
| KURZBESCHREIBUNG | deutsche Klassische Archäologin |
| GEBURTSDATUM     | 1987                            |